# Albrunhorn
Albrunhorn (tal. Monte Figascian) je planina Lepontinskih Alpa na talijansko-švicarskoj granici. Gleda na prijevoj Albrun.

## Vanjske poveznice
|  | Zajednički poslužitelj ima još gradiva o temi Albrunhorn |

- Albrunhorn na Hikru